# Cnephaotachina danilevskyi
Cnephaotachina danilevskyi är en tvåvingeart som först beskrevs av Josef Aloizievitsch Portschinsky 1882.  Cnephaotachina danilevskyi ingår i släktet Cnephaotachina och familjen parasitflugor. Inga underarter finns listade i Catalogue of Life.